# Usine nucléaire de Rokkasho
L'usine de Rokkasho est un site nucléaire situé dans le district de Kamikita de la préfecture d'Aomori, dans la région du Tōhoku, au nord de l'île de Honshū, la principale île du Japon. Le site est géré par la Japan Nuclear Fuel Limited (JNFL).

## Caractéristiques
Le site de Rokkasho couvre l’ensemble du cycle du combustible nucléaire avec une usine d’enrichissement de l’uranium, un centre de stockage des déchets radioactifs, un centre de stockage «temporaire» de déchets radioactifs de haute activité et une usine de traitement du combustible nucléaire usé (六ヶ所村核燃料再処理施設, Rokkasho Kakunenryō Saishori Shisetsu), construite grâce à un transfert de technologie d’Areva,.
En 2010, l'usine d'enrichissement de Rokkasho comprend 38 bâtiments sur une surface de 3 800 000 m2. Sa capacité maximale de retraitement est théoriquement de 800 tonnes d'uranium ou de 8 tonnes de plutonium par an. Sa capacité quotidienne maximale est de 4,8 t. d'uranium. Sa capacité de stockage est de 30 tonnes de plutonium soit 1 440 colis vitrifiés.

## Histoire
Le 9 avril 1985, la préfecture donnait officiellement son accord pour la construction du complexe nucléaire. La veille, une pétition demandant la tenue d’un référendum local, rassemblant 92 796 signatures, était remise au gouverneur d’Aomori. Les opposants locaux ont usé d'autres moyens pour faire cesser le projet : élections locales, manifestations rassemblant plusieurs milliers de personnes dans les années 1980 et blocus du port par les pêcheurs lors de l’arrivée des déchets nucléaires.
La construction a commencé le 28 avril 1993. Inspirée de l'usine de retraitement de la Hague et construite en partenariat entre le groupe nucléaire français Areva. Il y met en œuvre les technologies de traitement parmi les plus avancées dans des ateliers soumis aux contrôles de l’Agence internationale de l'énergie atomique.
L’usine de retraitement est créée en 2002 mais son démarrage a été reporté de nombreuses fois depuis juillet 2007,.
En 2009, après de multiples retards et un investissement de plus de 20 milliards de dollars américains, le triple du budget annoncé au début du projet, la mise en service de l'usine est annoncée en octobre 2010. Il est prévu qu'une usine spécifique de fabrication de combustible MOX soit construite à proximité par la JNFL.
Le 22 décembre 2017, JNFL annonce qu'il repousse, pour la 23e fois depuis 1997, la date d'achèvement de l'usine, qui pourrait peut-être entrer en activité complète en 2021, soit avec 24 années de retard ; le centre de production de MOX qui lui est associé pourrait être inauguré en 2022. Les investissements devraient dépasser, selon les dernières estimations de la société, les 26 milliards de dollars. Ce retard est imputé à l'adaptation des anciennes infrastructures aux nouvelles normes de sécurité imposées par le régulateur japonais (NRA) après la catastrophe de Fukushima. Le site a déjà coûté 106 milliards d’euros, financés par les compagnies d’électricité de l’archipel.
En avril 2023, le 26e report de la date de mise en route est annoncé. Il fixe, cette fois-ci, au premier semestre 2024 la mise en service de l'usine.
Le site de 70 hectares sert actuellement au stockage de produits radioactifs et notamment de plutonium.

## Opposition au site
Depuis 2002, Greenpeace s’oppose aux activités du site dans le cadre d’une campagne appelée « Les Ailes de la Paix : plus jamais de Hiroshima ni de Nagasaki » et publie notamment un site d’action par internet dont le but est d’obtenir la fermeture de l’usine.
En mai 2006, le musicien Ryuichi Sakamoto lance « Stop Rokkasho », une campagne de sensibilisation aux dangers du site nucléaire de Rokkasho. Il est soutenu par la participation de divers musiciens européens et japonais, parmi lesquels Thomas Dolby, Matthew Seligman, Alva Noto ou Sugizo.
Le 27 janvier 2008, L'Union des Consommateurs japonais ainsi que 596 organisations manifestent  à Tokyo pour obtenir la fermeture du site nucléaire de Rokkasho. Une pétition ayant rassemblé 810 000 signatures est soumise au Ministère de l’Industrie japonais.
En juin 2008, un comité de scientifiques alerte la société exploitant le site sur les dangers en cas de séisme important, le site étant situé près d’une faille. Japan Nuclear Fuel Ltd. rétorque qu’un séisme de magnitude supérieure à 6 est peu probable et que de toute façon, la centrale peut supporter un séisme d'une magnitude de 6,9,.

## Conséquences des séismes de 2011 sur l'usine de Rokkasho
À la suite du black-out électrique causé par le séisme de 2011 de la côte Pacifique du Tōhoku d’une magnitude 9, l'usine a fonctionné, à partir du 11 mars 2011, sur des générateurs diesel d’urgence, des machines qui n’ont pas été prévues pour fonctionner sur une longue durée.
L'usine contient plus de 3000 tonnes de combustible nucléaire usagé, susceptibles de prendre feu en cas d’arrêt du système de refroidissement.
Par ailleurs, le 13 mars 2011, la radio japonaise annonce une fuite de 600 litres de matériaux radioactifs sur le site.
Selon le New York Times, l’alimentation électrique de l'usine a été restaurée à partir du 14 mars 2011.
La réplique sismique du 7 avril 2011 a elle aussi causé un arrêt de l’alimentation électrique de l'usine de Rokkasho.